# Pokój nr 10
Pokój nr 10 – szósty album studyjny polskiego zespołu hip-hopowego PMM, którego premiera odbyła się 26 kwietnia 2019 roku.

## Lista utworów
Opracowano na podstawie materiału źródłowego.
1. Pod Niebem
2. Dycha
3. Gdzie leży prawda
4. Bang Bang, gość. Major SPZ / Ero JWP
5. Zanim zapomnimy, gość. Martyna Szczepaniak
6. Klucz
7. Koneksje, gość. Nizioł
8. Działamy na luzie, gość. Sobota
9. Gang Slanger
10. Pokój nr 10
11. Celownik
12. Domino, gość. Major SPZ
13. Błędne koła
14. Hymn życia, gość. Cywinsky Bonus Tracks (wersja Deluxe):
15. Mrok
16. Niewidzialne słońce